# Hieronymus Hopfer
Hieronymus Hopfer (Augusta, 1500 circa – Norimberga, dopo il 1550) è stato un incisore tedesco.
Nacque intorno al 1500 come secondo figlio di Daniel Hopfer. Solo pochi dati biografici sono noti: nel 1529 il Consiglio della città di Augusta gli permise di andare a Norimberga per un anno mentre, nel 1531, Hopfer rinunciò completamente ai suoi tradizionali diritti civili e dopo il 1550 morì a Norimberga.
La maggior parte delle opere conosciute sono copie basate su xilografie e incisioni di artisti tedeschi (Dürer, Cranach) e italiani (Barberi, Campagnola, Mantegna), nonché incisioni basate su medaglie e rilievi.
L'incisione su ferro inciso con il ritratto a mezzo busto dell'imperatore Carlo V mostra, con il suo sfondo ornamentale, le basi tecniche e artistiche della sua opera molto bene.